# Antes del fuego
Antes del fuego es una película de suspenso colombiana del año 2015 dirigida por la cineasta Laura Mora como su ópera prima. Es protagonizada por Luis Fernando Hoyos y Mónica Lopera, y contó con las actuaciones de Jairo Camargo, Christian Tappan, Juan Ángel, Julio Pachón y Víctor Hugo Morant.

## Sinopsis
Bogotá, Colombia 1985. Las vidas de Arturo Mendoza (Luis Fernando Hoyos), un prestigioso abogado que decidió dedicarse a la investigación periodística, y Milena Bedoya (Mónica Lopera), hija de una de las empleadas de la cafetería del Palacio de Justicia y estudiante de periodismo, se unen 19 días antes de uno de los acontecimientos que cambió el rumbo de la historia política de Colombia. El país vive un año convulsionado, la suspensión de los diálogos de paz y la inminente aprobación del tratado de extradición que generan un ambiente enrarecido. La extraña noticia del suicidio de Roberto Sepúlveda ‘El Gordo’ (Fernando Lara), mejor amigo y socio de Arturo, desencadenará una investigación frenética para aclarar su muerte.   La búsqueda será cualquier cosa menos sencilla, pues Arturo y Milena se adentrarán en un mundo de poderes e intrigas mucho más grande de lo que imaginaron y del cual no podrán salir indiferentes. A pesar de ser ideológicamente opuestos, su relación se irá estrechando y sus métodos para descubrir el misterio los llevará a tomar decisiones que cambiarán para siempre sus vidas.

## Reparto
- Luis Fernando Hoyos - Arturo Mendoza
- Mónica Lopera - Milena Bedoya
- Gerardo Calero - Magistrado Lopera
- Rafael Zea - Ignacio Rosas
- Fernando Lara
- Jairo Camargo
- Christian Tappan
- Juan Ángel
- Julio Pachón
- Víctor Hugo Morant
- Nicolás Cancino
- Andrés Castañeda
- Fernando Arévalo
- Carmenza Cossio

## Producción
Antes del fuego se inspiró en hechos reales ocurridos en noviembre de 1985: La toma del Palacio de Justicia, en donde un comando de guerrilleros del entonces M-19, tomó las instalaciones del palacio de justicia, siendo este después retomado por la policía nacional y el ejército colombiano, con la subsecuente masacre de 98 y desaparición de 11 personas. Al respecto, su guionista Mauricio Cuervo comentó:

"Fue un hecho que marcó la vida, tan simple como eso. Aún me acuerdo de los sentimientos colectivos de incredulidad, indignación, rabia, negación e impotencia."

Para construir el guion, se realizó un trabajo de investigación de varios meses y de viajes en el tiempo, entre el Productor General y Director de Fotografía, Alessandro Angulo; la Productora Ejecutiva, Diana Camargo; y el guionista Mauricio Cuervo, quienes acudieron a la bibliografía, documentales y material de archivo para crear la historia. Laura Mora, que venía de codirigir Escobar, el patrón del mal junto a Carlos Moreno, tomó la dirección de la película inspirada en este último trabajo. Al respecto, comentó:

"Esta propuesta llegó y se atravesó en mi vida hace un año, que es más allá que contar la toma en sí y el fuego, me pareció más interesante contarla desde que sucedió antes, contar el tema del país y las teorías alrededor y me gustaba mucho el tema, incluso cuándo hice ese capitulo en Escobar, fue uno de mis favoritos y tuve mucha suerte de contar con estos actores y con todos los que quisieron participar."

Aunque no hubo reunión con las víctimas, se estudiaron las historias e investigaciones alrededor que señalan que los eventos pudieron haberse evitado. Agregó la directora:

"Hay muchos testimonios dolorosos y estamos partiendo de allí, no solo para la historia sino para entender el clima político y abordar el tema, vendrá mucho más trabajo al respecto, este tema da para mucho y tiene que darlo, nosotros trabajamos mucho en la búsqueda y creación de las locaciones y fue todo un reto hacerlo, pero siempre serán bien recibidos."

Las etapas de preproducción, rodaje y postproducción tomaron cerca de ocho meses y el rodaje se hizo en 18 días en cerca de 30 locaciones, en su mayoría en el centro de Bogotá, con un equipo compuesto por 40 personas. El estreno de la cinta fue el 6 de agosto del 2015, tres meses antes del trigésimo aniversario del holocausto.